# Electra angulata
Electra angulata är en mossdjursart som beskrevs av Levinsen 1909. Electra angulata ingår i släktet Electra och familjen Electridae. Inga underarter finns listade i Catalogue of Life.